# Kilian Island
Kilian Island, tidigare benämnd Elvira Island, är en ö i Kanada.   Den ligger i territoriet Nunavut, i den norra delen av landet, 3 500 km nordväst om huvudstaden Ottawa. Arean är 95 kvadratkilometer.
Terrängen på Kilian Island är platt. Öns högsta punkt är 152 meter över havet. Den sträcker sig 9,2 kilometer i nord-sydlig riktning, och 14,6 kilometer i öst-västlig riktning.
Trakten runt Kilian Island är permanent täckt av is och snö. Trakten runt Kilian Island är nära nog obefolkad, med mindre än två invånare per kvadratkilometer.